# Monorhidie
Monorhidia ( sau monorhism ) este afecțiunea în care un singur testicul este prezent în scrot.

## Terminologie
Un individ care suferă de monorhie poate fi numit monorhid.

## Cauze
Această afecțiune se poate datora:
- unui testicul care nu coboară în scrot în timpul dezvoltării embrionare sau fetale normale (3-4% din născuții vii „normali”), cunoscut și sub denumirea de testicul necoborât sau criptorhidie. În acest caz, testiculul se află în cavitatea abdominală, undeva de-a lungul rutei normale de coborâre – cel mai frecvent, în canalul inghinal. Un astfel de testicul are un risc crescut de malignitate.
- un testicul poate dispărea în timpul dezvoltării (așa-numitul testicul care dispare, testicul ascuns) din cauza unor probleme intrauterine. Acestea fiind considerate a fi cel mai probabil de origine vascular, cum ar fi torsiunea testiculară.
- este posibil ca un testicul să fi fost îndepărtat chirurgical prin orhiectomie.
- un testicul poate fi rănit.

## Cazuri

### Din cauza cancerului testicular
- Lance Armstrong, ciclist american. [1]
- Frank Church, fost senator al SUA și candidat la președinție.
- Tom Green, actor-comic canadian.[2]
- Richard Herring, comedian și scriitor englez.
- John Kruk, fost jucător de baseball
- Mark Latham, fost politician australian. [3]
- Geoff Horsfield, fotbalist englez. [4]
- Nenê, baschetbalist brazilian . [5]
- Kevin Curtis, jucător de fotbal american. [6]
- Nigel Farage, fost lider al Partidului Independenței Marii Britanii. [7]
- Bobby Moore, fotbalist englez și câștigător al Cupei Mondiale. [8]
- Jimmy White, jucător englez de snooker.

### Din cauza rănirii
- Archibald Douglas, al 4-lea conte de Douglas, magnat al Regatului Scoției și Peer al Franței. Pierdut în 1403, în timp ce lupta la bătălia de la Shrewsbury (anul precedent își pierduse un ochi la bătălia de la Homildon Hill). [9]
- Troy Bayliss, campioană mondială la Superbike în 2001, 2006 și 2008. În 2007 și-a pierdut un testicul în timpul unei curse la Donington Park. [10]
- Brian Foster, artist marțial mixt american. [11]
- John Starks, jucător de baschet american. [12]
- Paul Wood, jucător din liga engleză de rugby care a suferit o ruptură a testiculului în timpul unui meci și ulterior i-a fost îndepărtat. [13]
- Thurgood Marshall, judecător de la Curtea Supremă a Statelor Unite, care a rănit un testicul în timpul unui eveniment de fraternitate la universitate. [14]
- Porvali Robert, nepotul lui Seppo Porvali și nepotul autorului finlandez Mikko Porvali, și-a rănit testiculul în timp ce schia alpin în Ylläs. [15]

### Din cauza criptorhidiei
- Mao Zedong, fondatorul Republicii Populare Chineze. [16]

### Cauze necunoscute
- Posibilul monorhism al lui Adolf Hitler
- Francisco Franco, dictatorul Spaniei. [17]

## Monorhidia la animalele non-umane
Deși extrem de rar, s-a observat că monorhidia este caracteristică unor specii de animale, în special la gândaci. 